# Landschapsreservaat

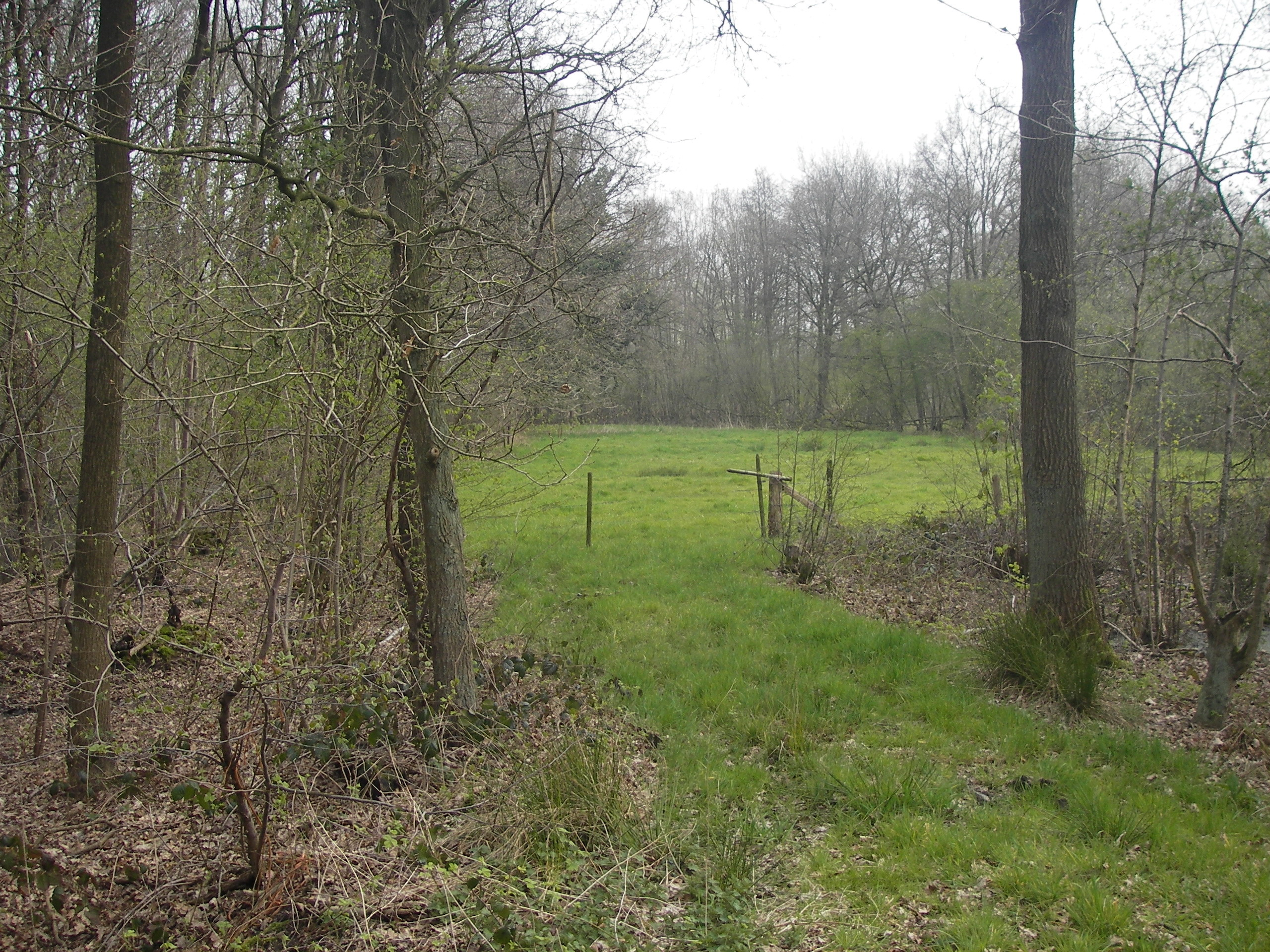
Landschapsreservaat De Mortelen bij Oirschot

Landschapsreservaat is een term die omstreeks 1970 gedurende enige tijd in kringen van natuur- en landschapsbeschermers werd gebezigd. Van regeringszijde werd in 1975 in Nederland voorgesteld samen met een aantal nieuwe nationale parken een twintigtal nationale landschapsparken te stichten en ook buiten deze landschapsparken gebieden aan te wijzen waarin landbouw en natuur verweven moesten zijn. 
Landschapsparken waren een aanvulling op natuurreservaten die meer voor veiligstelling van flora en fauna waren bedoeld. Bij landschapsparken ging het om gebieden met grote landschappelijke kwaliteit die om die reden bescherming zouden moeten krijgen, niet als reservaat maar als gebieden met een milde bescherming via bijvoorbeeld de ruimtelijke ordening. 
Een landschapsreservaat werd gezien als een wat kleinere en striktere vorm van landschapspark. Anders dan natuurmonument, nationaal park, landschapspark en nationaal landschap heeft landschapsreservaat echter geen vaste beleidsmatige grond onder de voeten gekregen.  
In de praktijk wordt de term weleens door beheersorganisaties, provincies en gemeenten gebruikt om landschappelijk aantrekkelijke gebieden aan te duiden. Voorbeelden van dergelijke gebieden zijn de  Hoge berg op Texel, gebieden als Oosterdel bij Broek op Langedijk en De Mortelen in Noord-Brabant.